# دانيال تي. جونز
دانيال تي. جونز هو سياسي أمريكي، ولد في 17 أغسطس 1800 في هيبرون في الولايات المتحدة، وتوفي في 29 مارس 1861 في بلادوينسفيل في الولايات المتحدة. نشط حزبياً في الحزب الديمقراطي والحزب الجمهوري. وقد انتخب عضو مجلس النواب الأمريكي ‏.